# 블랙 뮤직
블랙 뮤직(영어: black music) 또는 흑인 음악(黑人音樂)은 미국의 흑인 발상 음악의 총칭이다. 강한 비트 감 · 그루브 감을 특징으로 한다. 블루스, 가스펠, 소울, R&B, 힙합, 재즈 등 현재 세계적으로 다양한 형태로 전개되고 있는 장르를 낳고, 또한 팝과 록, 전자 음악 등에도 영향을 미치고 20세기에 태어난 거의 모든 대중 음악의 원천이 되었다.

## 같이 보기
- 그루브 (음악)
- 블랙페이스
- 문화적 전유
- 미국의 문화
- 미국 남부의 문화
- 주크 조인트
- 아프리카의 음악
- 네오 소울
- 미국의 음악